# Praedora
Praedora is een geslacht van vlinders uit de familie pijlstaarten (Sphingidae).

## Soorten
- Praedora leucophaea Rothschild & Jordan, 1903
- Praedora marshalli Rothschild & Jordan, 1903
- Praedora plagiata Rothschild & Jordan, 1903